# Tour de France 2011
| Gesamtwertung          | Cadel Evans            | 86:12:22 h (39,788 km/h) |
| 2.                     | Andy Schleck           | + 01:34 min              |
| 3.                     | Fränk Schleck          | + 02:30 min              |
| 4.                     | Thomas Voeckler        | + 03:20 min              |
| 5.                     | Samuel Sánchez         | + 04:55 min              |
| 6.                     | Damiano Cunego         | + 06:05 min              |
| 7.                     | Ivan Basso             | + 07:23 min              |
| 8.                     | Tom Danielson          | + 08:15 min              |
| 9.                     | Jean-Christophe Péraud | + 10:11 min              |
| 10.                    | Pierre Rolland         | + 10:43 min              |
| Punktwertung           | Mark Cavendish         | 334 P.                   |
| 2.                     | José Joaquín Rojas     | 272 P.                   |
| 3.                     | Philippe Gilbert       | 236 P.                   |
| Bergwertung            | Samuel Sánchez         | 108 P.                   |
| 2.                     | Andy Schleck           | 98 P.                    |
| 3.                     | Jelle Vanendert        | 74 P.                    |
| Nachwuchswertung       | Pierre Rolland         | 86:23:05 h               |
| 2.                     | Rein Taaramäe          | + 00:46 min              |
| 3.                     | Jérôme Coppel          | + 07:53 min              |
| Mannschaftswertung     | Team Garmin-Cervélo    | 258:18:49 h              |
| 2.                     | Leopard Trek           | + 11:04 min              |
| 3.                     | AG2R La Mondiale       | + 11:20 min              |
| Kämpferischster Fahrer | Jérémy Roy             |                          |

Die Tour de France 2011 war die 98. Austragung des wichtigsten Etappen-Radrennens der Welt. Sie begann am 2. Juli 2011 auf der Passage du Gois im Département Vendée und endete am 24. Juli 2011 traditionsgemäß auf der Avenue des Champs-Élysées in Paris.
Mit einer Gesamtdistanz von 3430 km war sie rund 200 km kürzer als die Tour de France 2010 und umfasste 21 Etappen. Wie zuletzt im Jahr 2008 begann die Rundfahrt nicht mit einem Prolog-Zeitfahren, sondern mit einer regulären Etappe. Neben dem Mannschaftszeitfahren rund um Les Essarts am zweiten Renntag, sah der Tourverlauf in diesem Jahr nur ein Einzelzeitfahren vor.

## Teilnehmerfeld
An der Tour de France 2011 nahmen wie üblich 22 Teams mit jeweils 9 Fahrern teil. Darunter befanden sich nach dem Reglement des Weltradsportverbands UCI für Rennen der UCI WorldTour die 18 ProTeams. Darüber hinaus hatte der Veranstalter ASO von der Möglichkeit Gebrauch gemacht, vier Professional Continental Teams einzuladen. Die 198 Fahrer stammten aus insgesamt 30 Nationen, darunter Deutschland mit 12, die Schweiz mit 4 und Österreich mit einem Starter. Frankreich stellte mit 45 Fahrern – wie seit Jahren – das größte nationale Kontingent.
Mit 39 Jahren und 14 Tourstarts war Jens Voigt (LEO) der älteste Fahrer im Teilnehmerfeld. Der US-Amerikaner George Hincapie (BMC) trat 2011 bereits zu seiner 16. Tour de France an und stellte damit den Teilnahme-Rekord von Joop Zoetemelk ein. Anthony Delaplace (SAU) war mit 21 Jahren der jüngste Starter. In die Nachwuchswertung fielen in diesem Jahr alle Fahrer ab Jahrgang 1986, insgesamt waren es 39, was wie im Vorjahr etwa ein Fünftel des Pelotons ausmachte.
Eine detaillierte Starterliste mit einem Überblick über die Nationalitäten, Erfolge und Ausstiege der einzelnen Fahrer und Teams während der Tour de France 2011 findet sich auf der separaten Seite → Fahrerfeld 2011.
| UCI ProTeams Quickstep Cycling Team (QST) Omega Pharma-Lotto (OLO) Saxo Bank SunGard (SBS) ag2r La Mondiale (ALM) Lampre-ISD (LAM) Liquigas-Cannondale (LIQ) | Astana (AST) Rabobank (RAB) Vacansoleil-DCM (VCD) Katjuscha (KAT) Movistar Team (MOV) Euskaltel-Euskadi (EUS) | Leopard Trek (LEO) Sky ProCycling (SKY) HTC-Highroad (THR) Garmin-Cervélo (GRM) Team RadioShack (RSH) BMC Racing Team (BMC) |
| UCI Professional Continental Teams Team Europcar (EUC) Cofidis, le Crédit en Ligne (COF)                                                                     | Française des Jeux (FDJ) Saur-Sojasun (SAU)                                                                   | |

## Ausgangslage
Im Kampf um die Gesamtwertung wurde im Vorfeld der Tour de France mit einem Zweikampf zwischen dem Vorjahressieger Alberto Contador (SBS) und Andy Schleck (LEO), 2010 Zweiter und insgesamt dreimaliger Sieger der Nachwuchswertung, gerechnet. Chancen auf eine Podiumsplatzierung wurden vor allem Cadel Evans (BMC) und dem Sieger des Critérium du Dauphiné, Bradley Wiggins (SKY), zugesprochen, die mit guter Vorbereitung in die Tour starteten. Aufgrund ihrer Platzierungen im Vorjahr standen auch Samuel Sánchez (EUS), Jurgen Van Den Broeck (OLO), Robert Gesink (RAB) und Christopher Horner (RSH) auf der Liste der Favoriten auf den Gesamtsieg. Deutsche Hoffnungsträger waren Tony Martin (HTC) sowie Andreas Klöden (RSH) und Linus Gerdemann (LEO), die in der Vorabplanung ihrer Teams jedoch nur Helferrollen einnahmen.
Die Hauptanwärter auf das Grüne Trikot des Punktbesten waren der Weltmeister Thor Hushovd (GRM), Titelverteidiger Alessandro Petacchi (LAM) und Mark Cavendish (HTC), der 2010 fünf Etappen gewinnen konnte. Tom Boonen (QST) wurden nach seiner Rückkehr zur Tour de France ebenso gute Chancen auf einen Sieg im Massensprint zugetraut wie den Deutschen Gerald Ciolek (QST) und André Greipel (OLO) sowie dem Norweger Edvald Boasson Hagen (SKY).
Dem Klassikerspezialisten Philippe Gilbert (OLO), der zum Start der Rundfahrt die Fahrerwertung der UCI WorldTour anführte, traute man mindestens einen Tagessieg auf einer mittelschweren Etappe zu. Die Franzosen Sylvain Chavanel (QST), der bei der Tour de France 2010 zum aktivsten Fahrer gekürt worden war, Sandy Casar (FDJ), Thomas Voeckler (EUC) und ebenso der Spanier Juan Antonio Flecha (SKY), die sich in den Vorjahren häufig in Fluchtgruppen gezeigt hatten, galten als aussichtsreiche Anwärter auf einen Ausreißersieg.
Dem einzigen ehemaligen Gewinner des Gepunkteten Trikots im Touraufgebot, Anthony Charteau (EUC), wurden höchstens Außenseiterchancen zugesprochen, seinen Triumph zu wiederholen. Damit war die Bergwertung – auch angesichts des neuen Reglements – vor Tourbeginn völlig offen.

## Etappenübersicht
Der Streckenverlauf für die Tour de France 2011 wurde am 19. Oktober 2010 von Tourdirektor Christian Prudhomme in Paris präsentiert. Da der Etappenplan keinen Prolog umfasste, war das seit einigen Jahren übliche Abschlusszeitfahren am vorletzten Renntag das einzige Einzelzeitfahren dieser Tour de France. Allerdings war für 2011 wieder ein Mannschaftszeitfahren vorgesehen. Der Streckenplan beinhaltete darüber hinaus zehn Flachetappen, drei bergige Etappen sowie sechs Hochgebirgsetappen mit vier Bergankünften. Insgesamt waren 23 Anstiege der Kategorien 2, 1 und HC zu bewältigen. Der Col du Galibier wurde angesichts des 100-jährigen Jubiläums der ersten Alpenpassüberquerung zweimal befahren.
Nach dem „Grand Depart“ am 2. Juli im Département Vendée, bei dem das Starterfeld die Passage du Gois überquerte, führten die Etappen der ersten Rennwoche auf überwiegend flachen Terrain durch die Bretagne und die Normandie. Mit einer Distanz von 226,5 km erfolgte am 7. Juli der längste Teilabschnitt dieser Auflage.
Die achte Etappe führte das Peloton ins Zentralmassiv, wo vor dem ersten Ruhetag zwei mittelschwere Bergetappen ausgetragen wurden. Nach zwei weiteren Flachetappen im Süden Frankreichs, erreichte die Tour in der zweiten Hälfte der zweiten Woche die Pyrenäen. Unter anderem erfolgte eine Bergankunft auf dem Plateau de Beille. Von Limoux, einer von 15 debütierenden Etappenstädten, ging es auf der 15. Etappe an der Mittelmeerküste entlang nach Montpellier.
Die dritte Woche umfasste vier Alpenetappen. Die 18. Etappe startete im italienischen Pinerolo und endete auf dem Col du Galibier in einer Höhe von 2.645 Metern, der höchsten Zielankunft in der Geschichte der Tour de France. Schon am Tag darauf fand die nächste Bergankunft auf der Tourlegende L’Alpe d’Huez statt.
Das abschließende Einzelzeitfahren wurde rund um Grenoble ausgetragen. Die letzte Etappe begann wie üblich nahe Paris und endete mit der mehrmaligen Umrundung der Champs-Elysées.
| Etappe | Typ                   | Datum       | Strecke                                    | km         | Etappensieger        | Gesamtführender  |
| ------ | --------------------- | ----------- | ------------------------------------------ | ---------- | -------------------- | ---------------- |
| 1      | Flachetappe           | Sa 02. Juli | Passage du Gois – Mont des Alouettes       | 191,5      | Philippe Gilbert     | Philippe Gilbert |
| 2      | Mannschaftszeitfahren | So 03. Juli | Les Essarts – Les Essarts (MZF)            | 023        | Team Garmin-Cervélo  | Thor Hushovd     |
| 3      | Flachetappe           | Mo 04. Juli | Olonne-sur-Mer – Redon                     | 198        | Tyler Farrar         | Thor Hushovd     |
| 4      | Flachetappe           | Di 05. Juli | Lorient – Mûr-de-Bretagne                  | 172,5      | Cadel Evans          | Thor Hushovd     |
| 5      | Flachetappe           | Mi 06. Juli | Carhaix – Cap Fréhel                       | 164,5      | Mark Cavendish       | Thor Hushovd     |
| 6      | Flachetappe           | Do 07. Juli | Dinan – Lisieux                            | 226,5      | Edvald Boasson Hagen | Thor Hushovd     |
| 7      | Flachetappe           | Fr 08. Juli | Le Mans – Châteauroux                      | 218        | Mark Cavendish       | Thor Hushovd     |
| 8      | Bergige Etappe        | Sa 09. Juli | Aigurande – Super Besse                    | 189        | Rui Costa            | Thor Hushovd     |
| 9      | Bergige Etappe        | So 10. Juli | Issoire – Saint-Flour                      | 208        | Luis León Sánchez    | Thomas Voeckler  |
| R      | Ruhetag               | Mo 11. Juli | 1. Ruhetag                                 | 1. Ruhetag | 1. Ruhetag           | Thomas Voeckler  |
| 10     | Flachetappe           | Di 12. Juli | Aurillac – Carmaux                         | 158        | André Greipel        | Thomas Voeckler  |
| 11     | Flachetappe           | Mi 13. Juli | Blaye-les-Mines – Lavaur                   | 167,5      | Mark Cavendish       | Thomas Voeckler  |
| 12     | Hochgebirgsetappe     | Do 14. Juli | Cugnaux – Luz-Ardiden                      | 211        | Samuel Sánchez       | Thomas Voeckler  |
| 13     | Hochgebirgsetappe     | Fr 15. Juli | Pau – Lourdes                              | 152,5      | Thor Hushovd         | Thomas Voeckler  |
| 14     | Hochgebirgsetappe     | Sa 16. Juli | Saint-Gaudens – Plateau de Beille          | 168,5      | Jelle Vanendert      | Thomas Voeckler  |
| 15     | Flachetappe           | So 17. Juli | Limoux – Montpellier                       | 192,5      | Mark Cavendish       | Thomas Voeckler  |
| R      | Ruhetag               | Mo 18. Juli | 2. Ruhetag                                 | 2. Ruhetag | 2. Ruhetag           | Thomas Voeckler  |
| 16     | Bergige Etappe        | Di 19. Juli | Saint-Paul-Trois-Châteaux – Gap            | 162,5      | Thor Hushovd         | Thomas Voeckler  |
| 17     | Hochgebirgsetappe     | Mi 20. Juli | Gap – Pinerolo (ITA)                       | 179        | Edvald Boasson Hagen | Thomas Voeckler  |
| 18     | Hochgebirgsetappe     | Do 21. Juli | Pinerolo – Col du Galibier/Serre Chevalier | 200,5      | Andy Schleck         | Thomas Voeckler  |
| 19     | Hochgebirgsetappe     | Fr 22. Juli | Modane – L’Alpe d’Huez                     | 109,5      | Pierre Rolland       | Andy Schleck     |
| 20     | Einzelzeitfahren      | Sa 23. Juli | Grenoble – Grenoble (EZF)                  | 042,5      | Tony Martin          | Cadel Evans      |
| 21     | Flachetappe           | So 24. Juli | Créteil – Paris (Champs-Élysées)           | 095        | Mark Cavendish       | Cadel Evans      |

## Besonderheiten und Jubiläen

### Regeländerungen
Um die Spannung im Kampf um das Grüne Trikot des Führenden in der Punktewertung und das Gepunktete Trikot für die Bergwertung zu erhöhen, gab es bei der 2011er Auflage der Tour de France Änderungen im Regelwerk:
- Punktewertung: Es gibt nur noch einen Zwischensprint je Etappe, dieser wird aber dahingehend aufgewertet, dass nicht mehr nur die ersten drei Fahrer Punkte bekommen, sondern wie im Ziel bis Platz 15 Punkte vergeben werden. Der Sieger des Zwischensprints erhält 20 Punkte. Im Ziel wird beim Einzelzeitfahren und bei Bergetappen ebenso verfahren, bei mittelschweren Etappen erhält der Sieger 30 Punkte, bei Flachetappen 45 Punkte.
- Bergwertung: Die bisherige Regelung, dass die letzte Bergwertung jeder Etappe doppelt gewertet wird, gilt nur noch bei Bergankünften. Davon gab es 2011 vier. Insgesamt werden weniger Bergpunkte an weniger Fahrer vergeben. Für die höchste Kategorie gibt es 20 Punkte, für die weiteren Kategorien erhält der Sieger zehn, fünf, zwei bzw. einen Punkt. Insgesamt bekommen in den Kategorien absteigend sechs, fünf, vier, zwei bzw. ein Fahrer Punkte.
- Zeitgutschriften: Seit dem Jahr 2008 gibt es weder bei Zwischensprints noch im Etappenziel Zeitbonifikationen für die Gesamtwertung.[7]

### 100 Jahre Col du Galibier

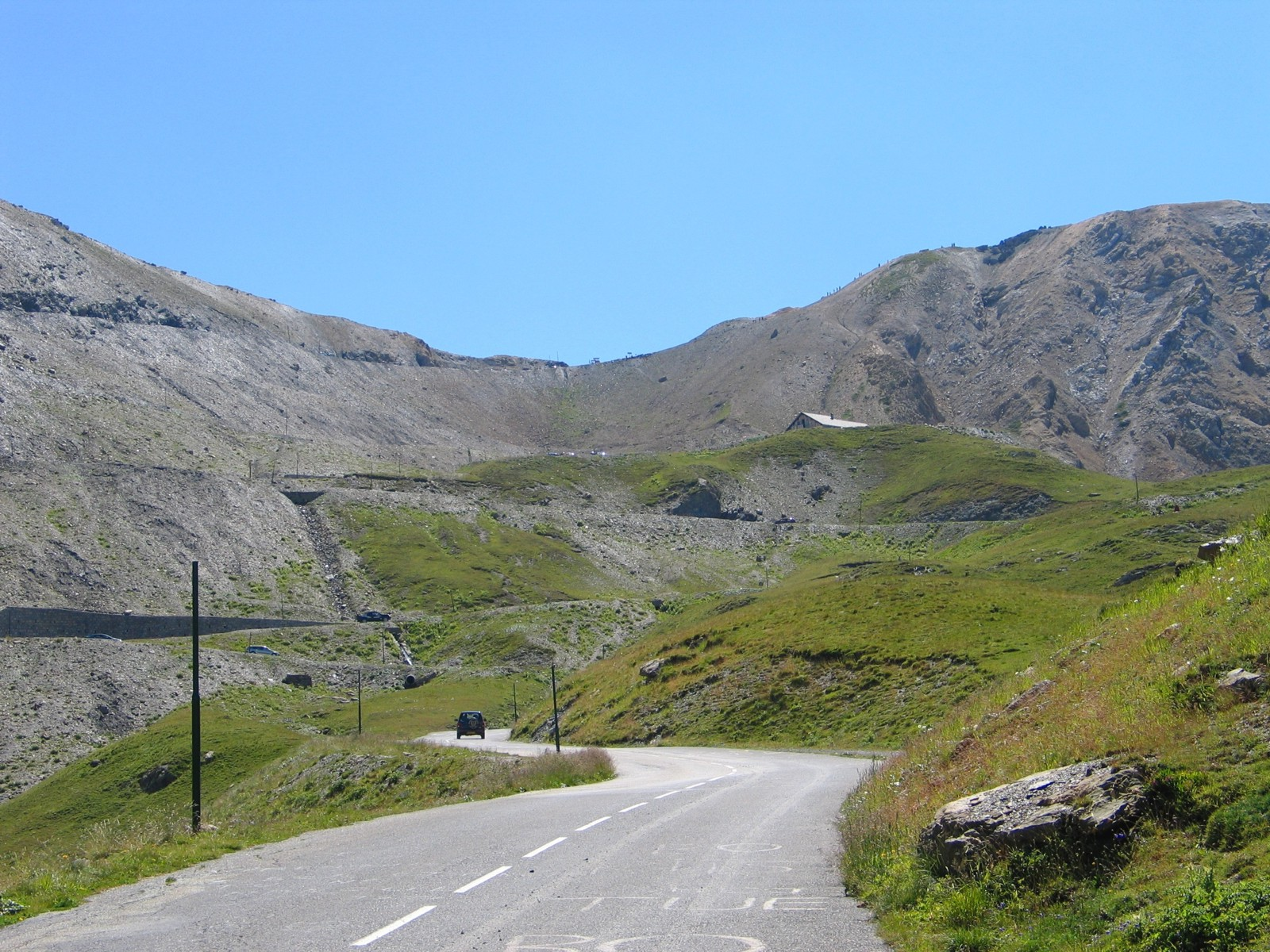
Aufstieg zum Galibier von Norden

In der dritten Tourwoche wurde 2011 an das 100. Jubiläum der ersten Überquerung des Alpenpasses Col du Galibier erinnert. Die Aufnahme des Galibiers ins Programm der Tour de France 1911 ging auf eine Initiative des Tourbegründers Henri Desgrange zurück, der seit Jahren bei der regelmäßigen Überquerung des Galibier durch die Vergabe des Souvenirs Henri Desgrange an den ersten Fahrer auf der Passhöhe geehrt wird. Der Pass wurde aufgrund des Jubiläums im Jahr 2011 sowohl während der 18. (in Form einer Bergankunft), als auch während der 19. Etappe befahren.

### 100 Jahre Gustave Garrigou
Da sich 2011 der Tour-Sieg des Franzosen Gustave Garrigou zum 100. Mal jährte, wurde dieses Jubiläum auf der 10. Etappe in dessen Heimatort Vabre-Tizac besonders gefeiert.

### 150 Jahre Italien
Am 20. Juli kam die Tour nach Italien. Anlass war der 150. Jahrestag der Unabhängigkeit Italiens.

## Wertungen im Tourverlauf
Die Tabelle zeigt den Führenden in der jeweiligen Wertung bzw. die Träger der Trikots oder Rückennummern am Ende der jeweiligen Etappe an.
| Etappe | Etappensieger        | Kämpferischster Fahrer 1                | Gesamtwertung    | Punktewertung      | Bergwertung          | Nachwuchswertung  | Teamwertung         |
| ------ | -------------------- | --------------------------------------- | ---------------- | ------------------ | -------------------- | ----------------- | ------------------- |
| 01.    | Philippe Gilbert     | Perrig Quéméneur                        | Philippe Gilbert | Philippe Gilbert 2 | Philippe Gilbert 2 3 | Geraint Thomas    | Omega Pharma-Lotto  |
| 02.    | Team Garmin-Cervélo  | nicht vergeben                          | Thor Hushovd     | Philippe Gilbert 2 | Philippe Gilbert 2 3 | Geraint Thomas    | Team Garmin-Cervélo |
| 03.    | Tyler Farrar         | Mickaël Delage                          | Thor Hushovd     | José Joaquín Rojas | Philippe Gilbert 2 3 | Geraint Thomas    | Team Garmin-Cervélo |
| 04.    | Cadel Evans          | Jérémy Roy                              | Thor Hushovd     | José Joaquín Rojas | Cadel Evans          | Geraint Thomas    | Team Garmin-Cervélo |
| 05.    | Mark Cavendish       | José Iván Gutiérrez                     | Thor Hushovd     | Philippe Gilbert   | Cadel Evans          | Geraint Thomas    | Team Garmin-Cervélo |
| 06.    | Edvald Boasson Hagen | Adriano Malori                          | Thor Hushovd     | Philippe Gilbert   | Johnny Hoogerland    | Geraint Thomas    | Team Garmin-Cervélo |
| 07.    | Mark Cavendish       | Yannick Talabardon                      | Thor Hushovd     | José Joaquín Rojas | Johnny Hoogerland    | Robert Gesink     | Team Garmin-Cervélo |
| 08.    | Rui Costa            | Tejay van Garderen                      | Thor Hushovd     | Philippe Gilbert   | Tejay van Garderen   | Robert Gesink     | Team Garmin-Cervélo |
| 09.    | Luis León Sánchez    | Johnny Hoogerland Juan Antonio Flecha 4 | Thomas Voeckler  | Philippe Gilbert   | Johnny Hoogerland    | Robert Gesink     | Team Europcar       |
| 10.    | André Greipel        | Marco Marcato                           | Thomas Voeckler  | Philippe Gilbert   | Johnny Hoogerland    | Robert Gesink     | Team Europcar       |
| 11.    | Mark Cavendish       | Mickaël Delage                          | Thomas Voeckler  | Mark Cavendish     | Johnny Hoogerland    | Robert Gesink     | Team Europcar       |
| 12.    | Samuel Sánchez       | Geraint Thomas                          | Thomas Voeckler  | Mark Cavendish     | Samuel Sánchez       | Arnold Jeannesson | Leopard Trek        |
| 13.    | Thor Hushovd         | Jérémy Roy                              | Thomas Voeckler  | Mark Cavendish     | Jérémy Roy           | Arnold Jeannesson | Team Garmin-Cervélo |
| 14.    | Jelle Vanendert      | Sandy Casar                             | Thomas Voeckler  | Mark Cavendish     | Jelle Vanendert      | Rigoberto Urán    | Leopard Trek        |
| 15.    | Mark Cavendish       | Niki Terpstra                           | Thomas Voeckler  | Mark Cavendish     | Jelle Vanendert      | Rigoberto Urán    | Leopard Trek        |
| 16.    | Thor Hushovd         | Michail Ignatjew                        | Thomas Voeckler  | Mark Cavendish     | Jelle Vanendert      | Rigoberto Urán    | Team Garmin-Cervélo |
| 17.    | Edvald Boasson Hagen | Rubén Pérez                             | Thomas Voeckler  | Mark Cavendish     | Jelle Vanendert      | Rigoberto Urán    | Team Garmin-Cervélo |
| 18.    | Andy Schleck         | Andy Schleck                            | Thomas Voeckler  | Mark Cavendish     | Jelle Vanendert      | Rein Taaramäe     | Team Garmin-Cervélo |
| 19.    | Pierre Rolland       | Alberto Contador                        | Andy Schleck     | Mark Cavendish     | Samuel Sánchez       | Pierre Rolland    | Team Garmin-Cervélo |
| 20.    | Tony Martin          | nicht vergeben                          | Cadel Evans      | Mark Cavendish     | Samuel Sánchez       | Pierre Rolland    | Team Garmin-Cervélo |
| 21.    | Mark Cavendish       | nicht vergeben                          | Cadel Evans      | Mark Cavendish     | Samuel Sánchez       | Pierre Rolland    | Team Garmin-Cervélo |
| Sieger | Sieger               | Jérémy Roy                              | Cadel Evans      | Mark Cavendish     | Samuel Sánchez       | Pierre Rolland    | Team Garmin-Cervélo |

Anmerkungen zur Tabelle:
167. und Letzter der Gesamtwertung („Lanterne Rouge“) der Tour de France 2011 war Fabio Sabatini vom Team Liquigas-Cannondale. Er beendete die Tour mit einem Rückstand von 3:57:43 Stunden.

## Doping
Am 11. Juli 2011 gab die UCI bekannt, dass der Russe Alexander Kolobnew vom Team Katjuscha anhand einer Dopingprobe vom 6. Juli positiv auf die Einnahme des Diuretikums Hydrochlorothiazid getestet wurde, das häufig zur Maskierung anderer Doping-Substanzen benutzt wird. Die Analyse der B-Probe bestätigte den Dopingbefund, woraufhin Kolobnew von Katjuscha suspendiert wurde.